# Киково (Псковская область)
Киково — деревня в Дедовичском районе Псковской области России. Входит в состав Шелонской волости Дедовичского района.
Расположена на правом берегу реки Липня, на востоке района, в 8 км к востоку от районного центра Дедовичи и в 4 км к северо-западу от волостного центра Ясски.

## Население
Численность населения деревни составляет 33 жителя (2000 год).